# Micro Maniacs
Micro Maniacs è un videogioco per PlayStation creato dalla Codemasters nel 2000. Una conversione per Game Boy Color venne pubblicata nel 2001 dalla THQ. Il gioco, simile alla serie di Micro Machines, consiste in gare di corsa tra minuscoli personaggi appiedati.

## Trama
Il gioco è ambientato in un non meglio precisato futuro, nel quale le risorse del pianeta Terra sono vicine all'esaurimento; per scongiurare una crisi internazionale, il Dr. Minimizer pensa di usare il suo raggio minimizzante per ridurre l'umanità in proporzioni pari a un trecentosessantesimo di quelle normali, in modo da ridurre la quantità di risorse necessarie per il sostentamento.
Ma prima di applicare il raggio su tutti gli esseri umani, il dottore pensa di creare un supersoldato che prepari il pianeta per accogliere le persone "minimizzate": a questo scopo, viene stilata una lista di otto volontari, fra i quali, attraverso corse in ambienti insidiosi (quali cucine, garage e laboratori), verrà selezionato il supersoldato.

## Modalità di gioco
Il gioco consiste nel correre attraverso il livello (ogni scenario è ambientato in zone familiari, come cucine, laboratori, bagni giardini e altro, ovviamente molto ingranditi), fino a tagliare la linea di traguardo, ovviamente per primi.
Ogni personaggio dispone di due tipologie di attacchi tesi a insidiare gli altri personaggi che possono essere caricati e usati raccogliendo le sfere sul percorso. Lo scenario, inoltre, è spesso ricco di trabocchetti e trappole mortali come bombe che uccidono o rallentano il giocatore. Se il giocatore non vince la corsa, perde una vita: quando vengono perse tutte le vite, si deve ricominciare tutto daccapo.
Alcuni scenari non verranno percorsi a piedi ma con mezzi come moto d'acqua o calabroni, impedendo quindi l'utilizzo dei propri poteri e obbligando il giocatore a far affidamento solo sulla sua abilità e sulla conoscenza del percorso.

## Personaggi
I personaggi presenti all'interno del gioco sono 8, più altri 4 sbloccabili. Ciascuno dei personaggi possiede particolari tipi di attacco, oltre che differenti livelli di velocità.
V4sembra essere il personaggio più importante, poiché assieme a Twister è quello che compare più spesso nelle immagini del gioco. V4 era un ragazzo che si trovava in stato comatoso in seguito a un violento scontro con una motocicletta; il Dr. Minimizer (come si può notare nella sequenza introduttiva del gioco), pensò di salvarlo, in più fece in modo di innestare parti meccaniche della motocicletta sul corpo del ragazzo, che così si ritrova con un motore montato sulla schiena. Nel gioco, è uno dei personaggi più veloci: i suoi attacchi sono il pugno al plasma e la pista di energia.
TwisterÈ uno strano individuo, tarchiato, dal vestito simile a un pigiama a linee verticali gialle e viola, con la pelle blu-violacea, i denti appuntiti, un paio di occhiali da aviatore e due corna coniche, sempre a righe viola e gialle, ai lati della testa. A quanto pare, è stato per molti anni in un manicomio, dal quale è uscito in età piuttosto tarda (nonostante resti molto sveglio) grazie all'aiuto del Dr. Minimizer. Nonostante non sia molto veloce, sfoggia attacchi assai potenti, usando il suo yo-yo per creare dei tornado o per agganciare gli avversari che lo superano.
VortexSi presenta come una ragazza bionda dagli occhi azzurri, anche se metà del suo corpo ha i colori invertiti. In origine, era una studentessa di astrofisica, in particolare nutriva un particolare interesse per i buchi neri, per studiare i quali si rivolse al Dr. Minimizer, che in cambio del finanziamento dei suoi studi, chiese a Vortex di partecipare al suo progetto. Con la minimizzazione, il dottore diede a Vortex anche la facoltà di creare, in scala ridotta, gli stessi fenomeni dei quali si occupava: può quindi creare dei buchi bianchi per annullare gli attacchi ricevuti, e dei buchi neri per risucchiare i concorrenti che si avvicinano troppo.
Maw MawSi presenta come una specie di pigmeo dalla pelle giallastra, la bocca simile a una tagliola la lunga lingua prensile. Maw Maw è il risultato di un incrocio genetico fra un maiale, un primate ed un cane di razza Jack Russell Terrier: era utilizzato dal Dr. Minimizer come efficiente animale da guardia. È costantemente affamato: i suoi attacchi sono presa con la lingua e peto infuocato.
MesmeSi presenta come una bambina in veste azzurra a pallini bianchi, coi capelli a caschetto solo ai lati della testa (la calotta cranica è assente e si vede il cervello), gli occhi a spirale gialli e viola ed un separabile orsacchiotto di peluche. Della sua infanzia si sa solo che è stata infelice e tormentata, tanto da toglierle l'uso della parola in seguito a qualche trauma sconosciuto: in compenso, però, questa bambina ha dei potentissimi poteri psichici, che le permettono di sfoggiare attacchi come la presa psichica e le proiezioni d'incubo.
WaldoSi presenta come un nano dalla grande testa e con un esoscheletro metallico per dargli proporzioni normali: il dottor Waldo era un rivale del Dr. Minimizer, parallelamente al quale sviluppò un raggio minimizzante che, non trovando volontari, utilizzò su di sé. Qualcosa però andò storto e nella minimizzazione le proporzioni fra le varie parti del suo corpo vennero alterate: il Dr. Minimizer si offrì di aiutarlo a tornare normale in cambio della sua partecipazione alle corse. Grazie al suo esoscheletro robotico, può sganciare mine al laser e attaccare coi cannoni laser.
PyraSi presenta come una donna diafana, dai capelli infuocati e un'uniforme arancione su torso, fianchi, stinchi ed avambracci e verde oliva su vita, collo, braccia e cosce. Era l'assistente del Dr. Minimizer, che una sera rimase coinvolta in un'esplosione a seguito di un'errata miscela di ingredienti chimici, venendo in contatto coi quali cominciò ad essere in un continuo stato di autocombustione spontanea. Il dottore si è offerto di trovare rimedio alla sua situazione (sebbene non conoscendo con quali sostanze sia venuta in contatto la donna non ha la minima idea sul da farsi) in cambio della sua partecipazione alle corse. I suoi attacchi sono lanciafiamme e palla di fuoco.
BeatboxSi presenta come un ragazzo in tuta granata e cappellino dello stesso colore, dalla faccia modificata a mo' di amplificatore. Era un ragazzo di colore appassionato di musica hip hop, che durante la minimizzazione venne anche modificato in modo da essere più adatto sia alla corsa che alla musica. I suoi attacchi sono lo scoppio sonico e le note stonate.